# 苏州南站
苏州南站是江苏省苏州市吴江区黎里镇汾湖高新技术产业开发区境内的铁路车站，位于半爿港村和杨文头村间，G50和G1521的交汇处的西北面，规划名为汾湖站。于2024年12月26日随着沪苏湖高铁开通运营同时启用。
作为车站的配套工程，周边将建设一系列主干道路，其中吴江大道上将建设高架快速路。

## 车站结构

### 站房
苏州南站为40000平方米不规则六边形站房，候车方式为“线下式+线侧式+高架式”相结合，最高聚集人数为3000人，车站设计包含融入了大量的江南元素。

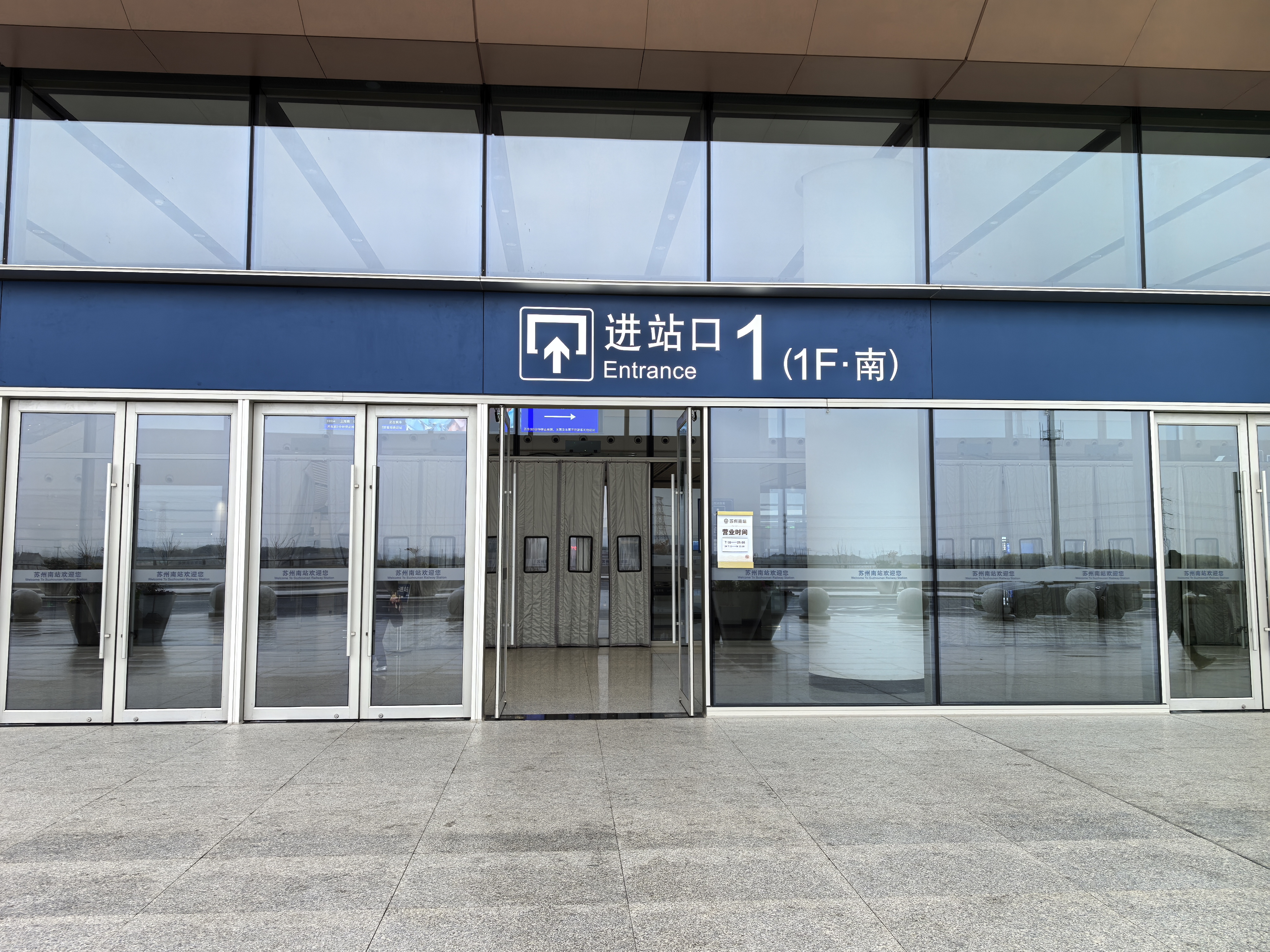
南进站口
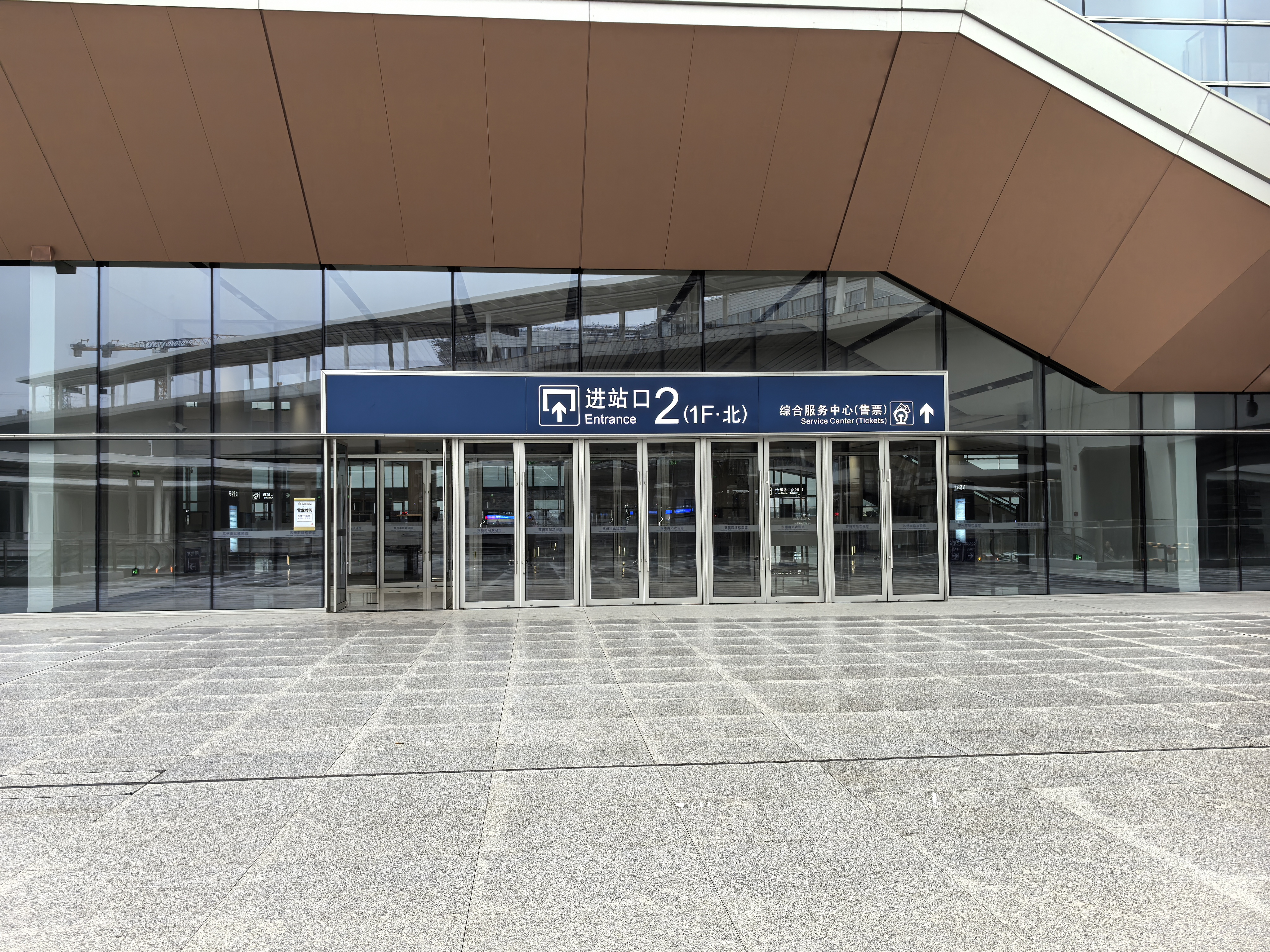
北进站口
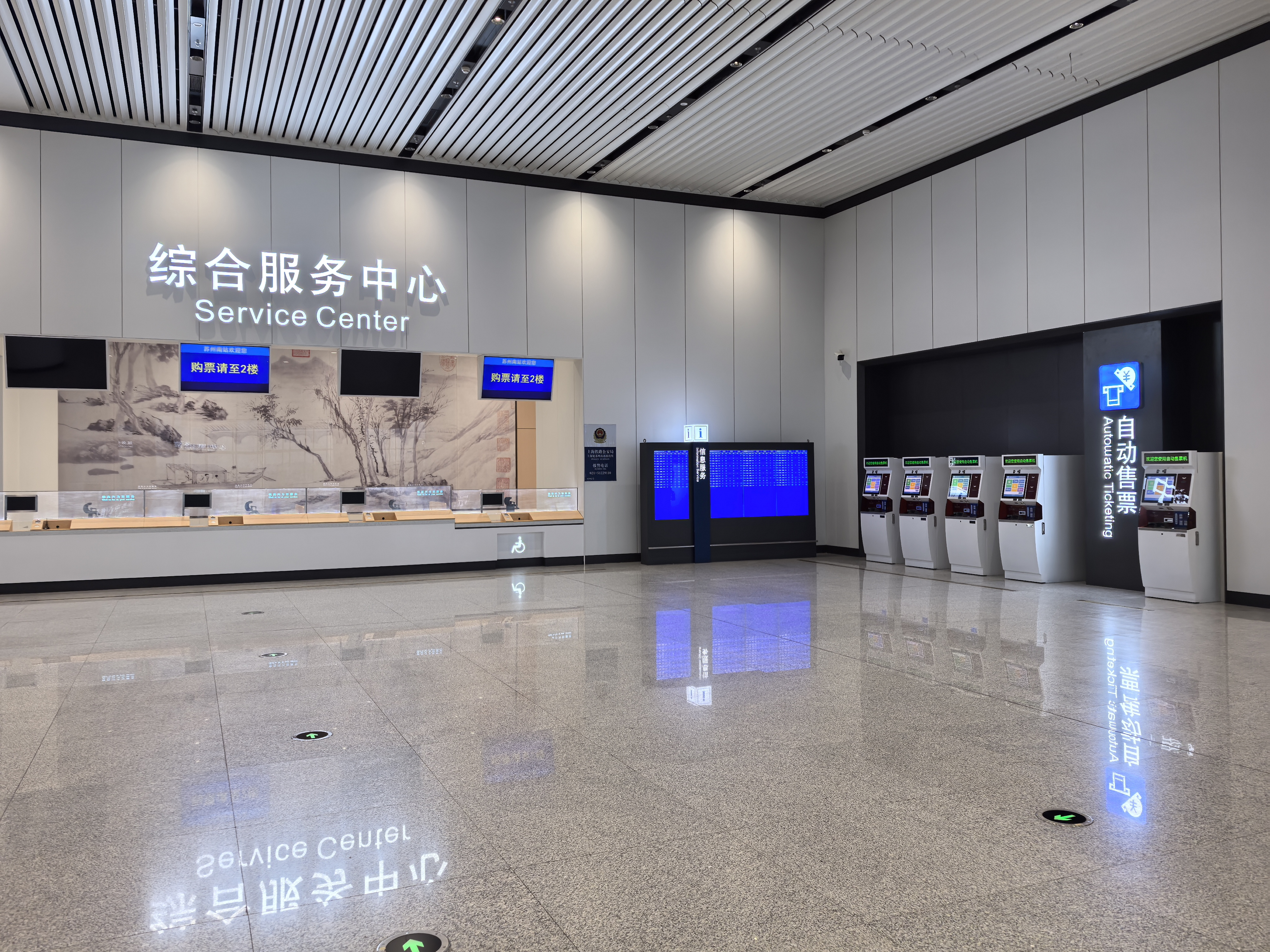
1楼综合服务中心
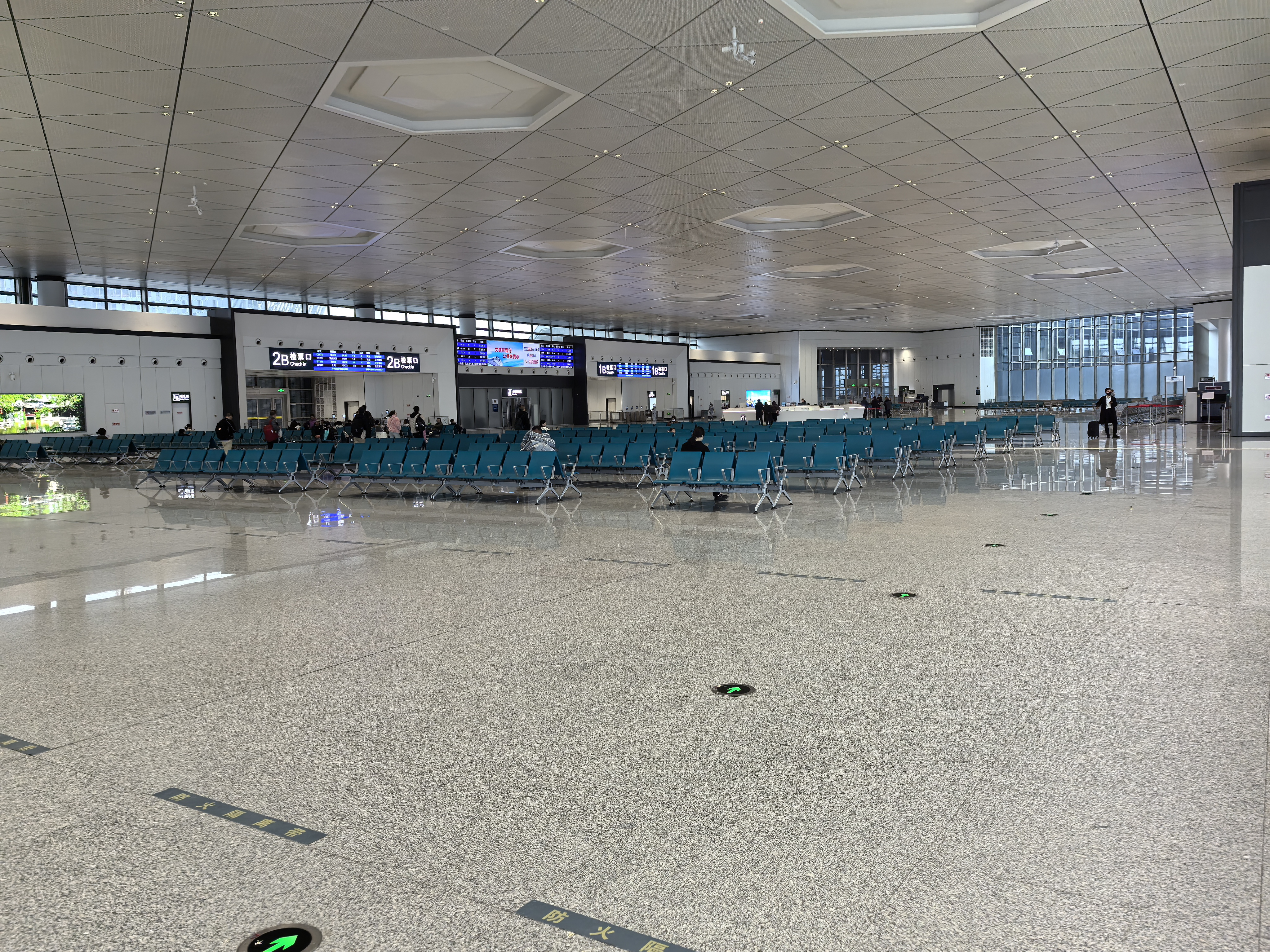
2楼候车区域
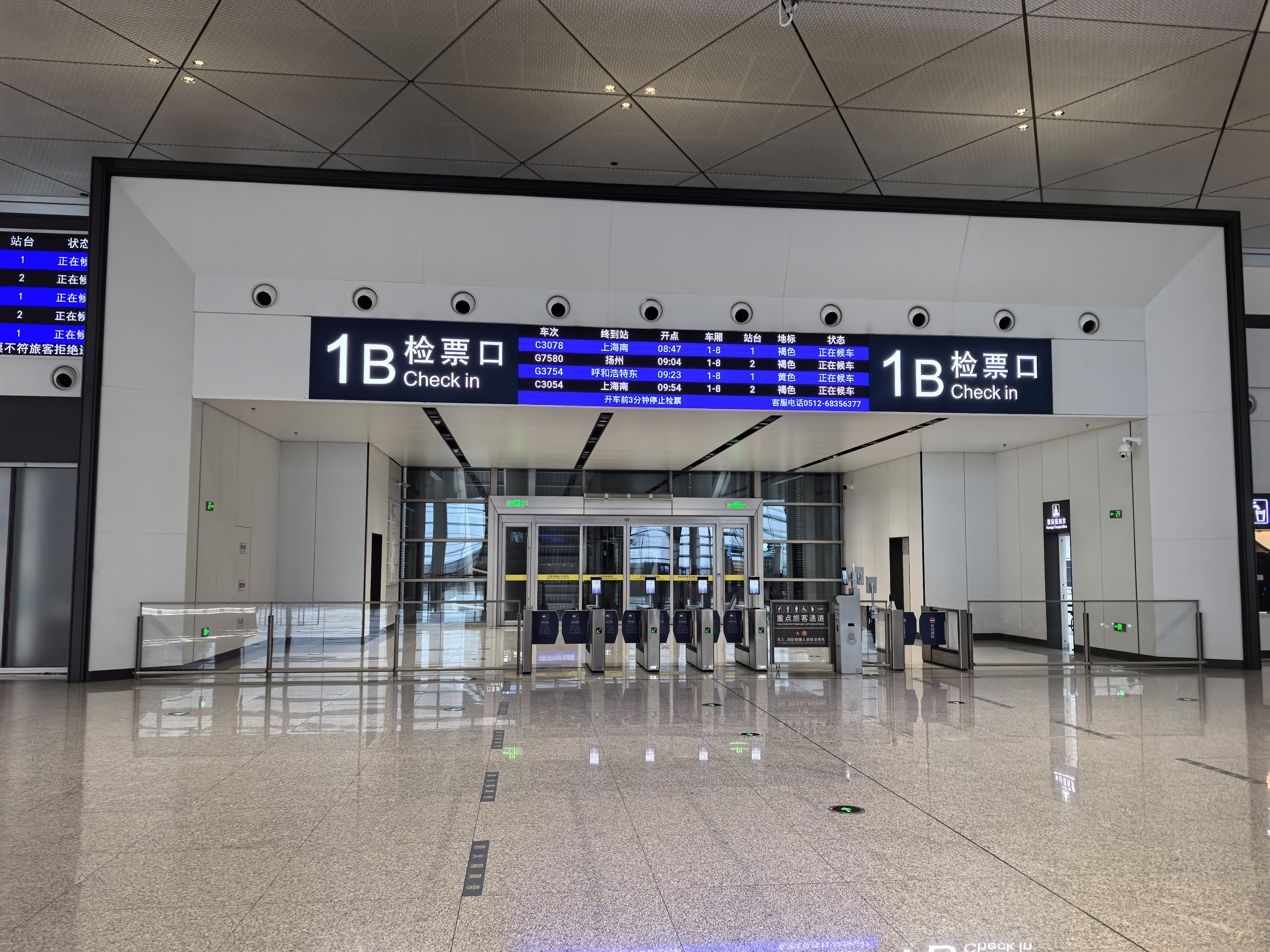
1B检票口（上海虹桥方向）
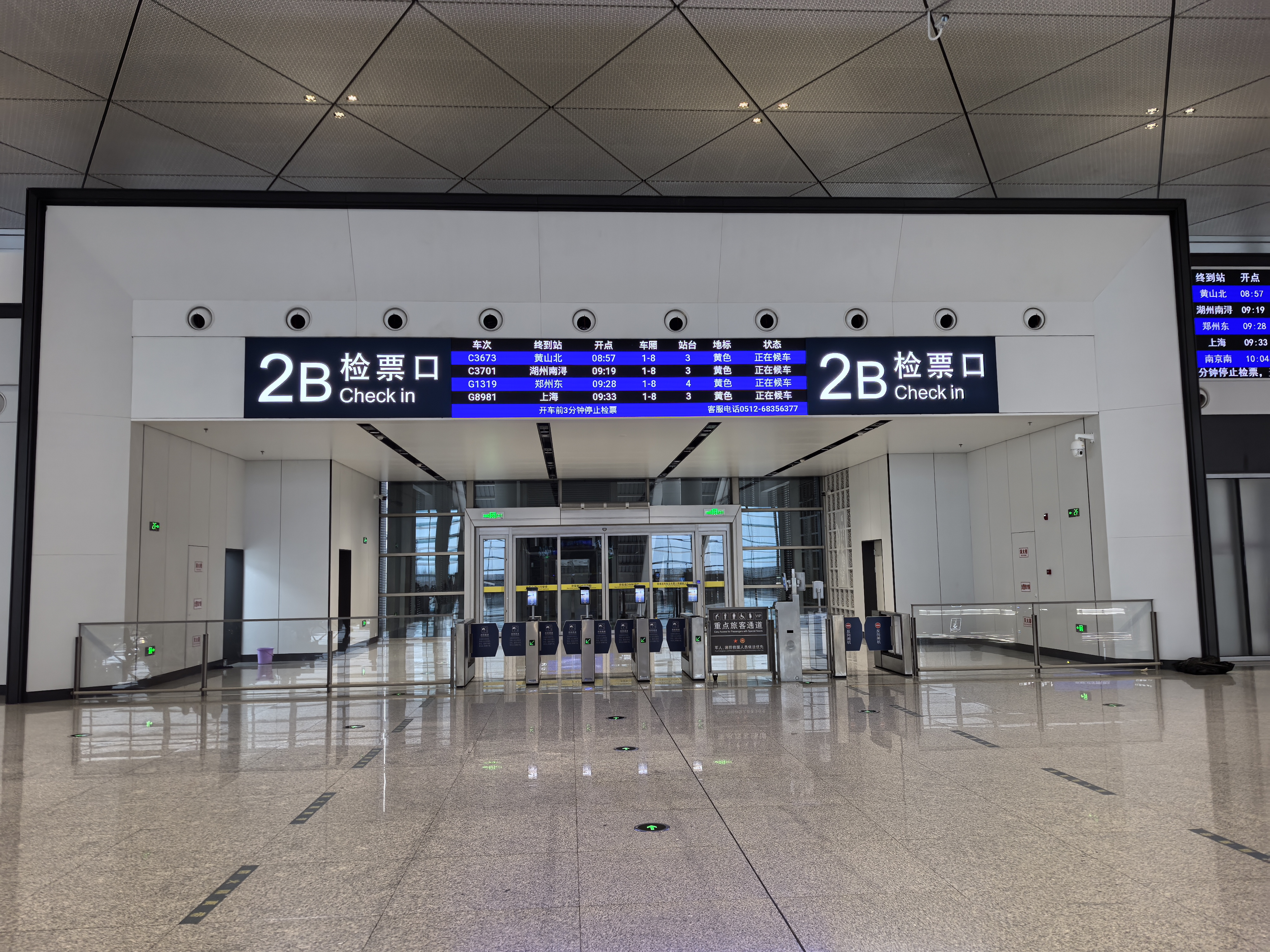
2B检票口（湖州方向）

### 站场
本站站场规模为4台12线，最初规划有沪苏湖高铁，后增加通苏嘉甬高铁、水乡旅游线和苏州轨道交通10号线，成为枢纽车站。原设计中沪苏湖高铁为路基站，线侧下式站房，站场规模2台4线。通苏嘉甬高铁加入后，骑跨在沪苏湖铁路站台上方，沪苏湖车站升至2台6线桥式站。二者共用一个40000平方米不规则六边形站房。
水乡旅游线和苏州10号线共用一座地下二层车站，斜向穿过地上两条铁路的交汇点，与车站同步建设。2022年，水乡旅游线和苏州10号线的预埋工程正式动工。

#### 沪苏湖车站站场
| 北↑ |      |                                         |  |
|     | 1    | 到发线                                  |  |
|     | 岛式 |                                         |  |
|     | 2    | 到发线                                  |  |
|     |      | （盛泽站）沪苏湖铁路 上行正线（练塘站） |  |
|     |      | （盛泽站）沪苏湖铁路 下行正线（练塘站） |  |
|     | 3    | 到发线                                  |  |
|     | 岛式 |                                         |  |
|     | 4    | 到发线                                  |  |
| 南↓ |      |                                         |  |

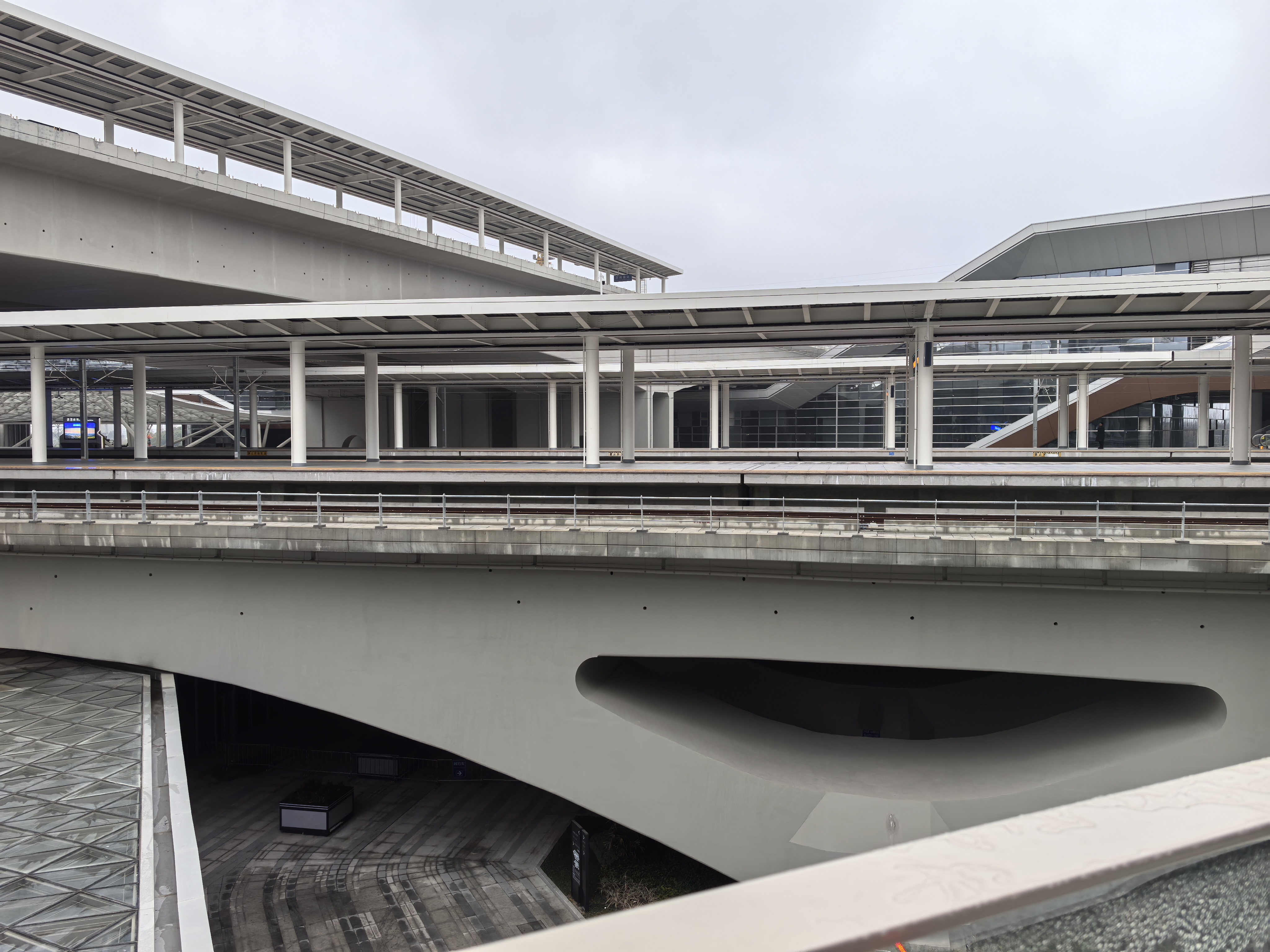
透过车站外看沪苏湖站场
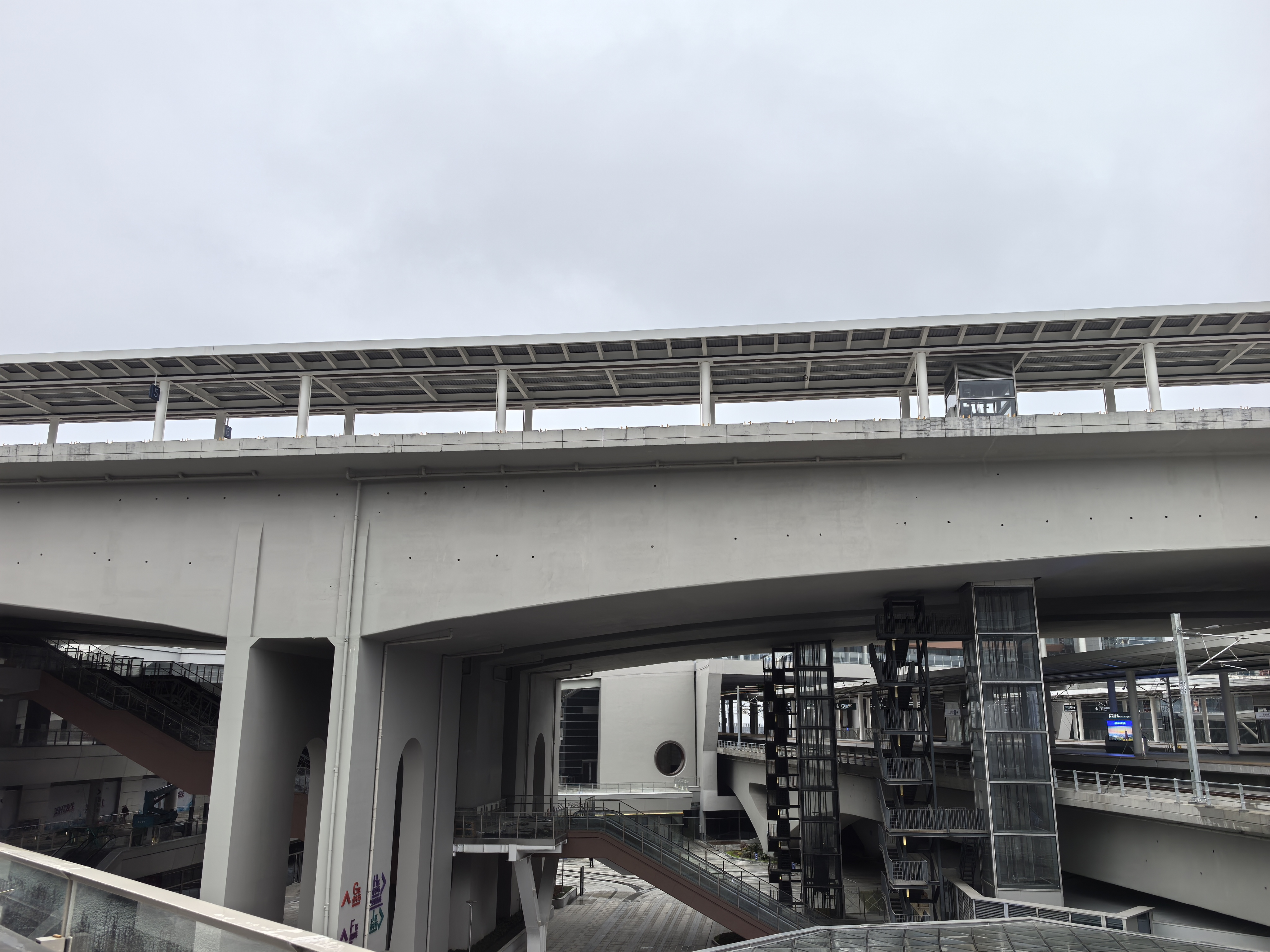
通苏嘉甬预留站场
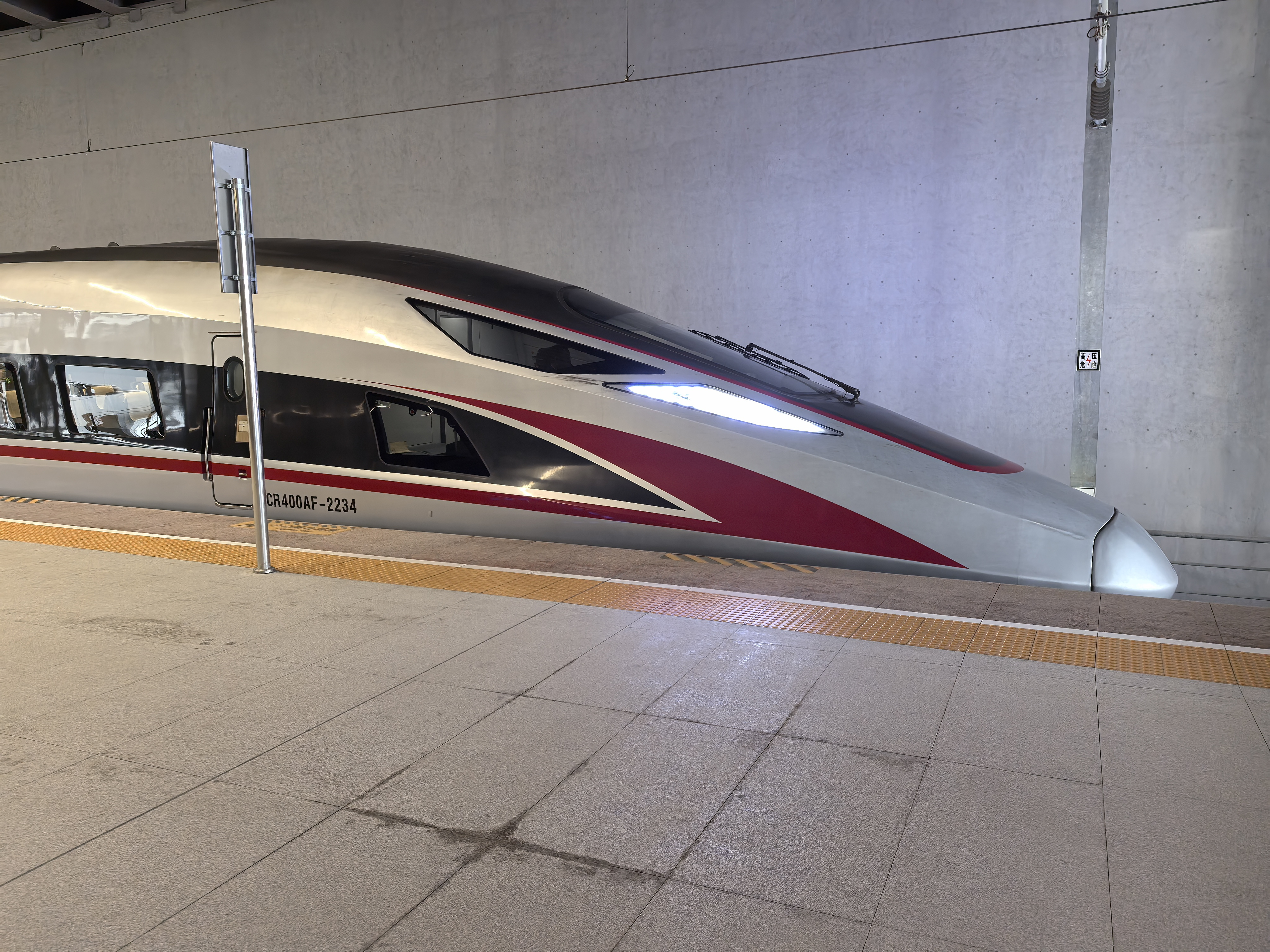
G1319次列车停靠在4号站台
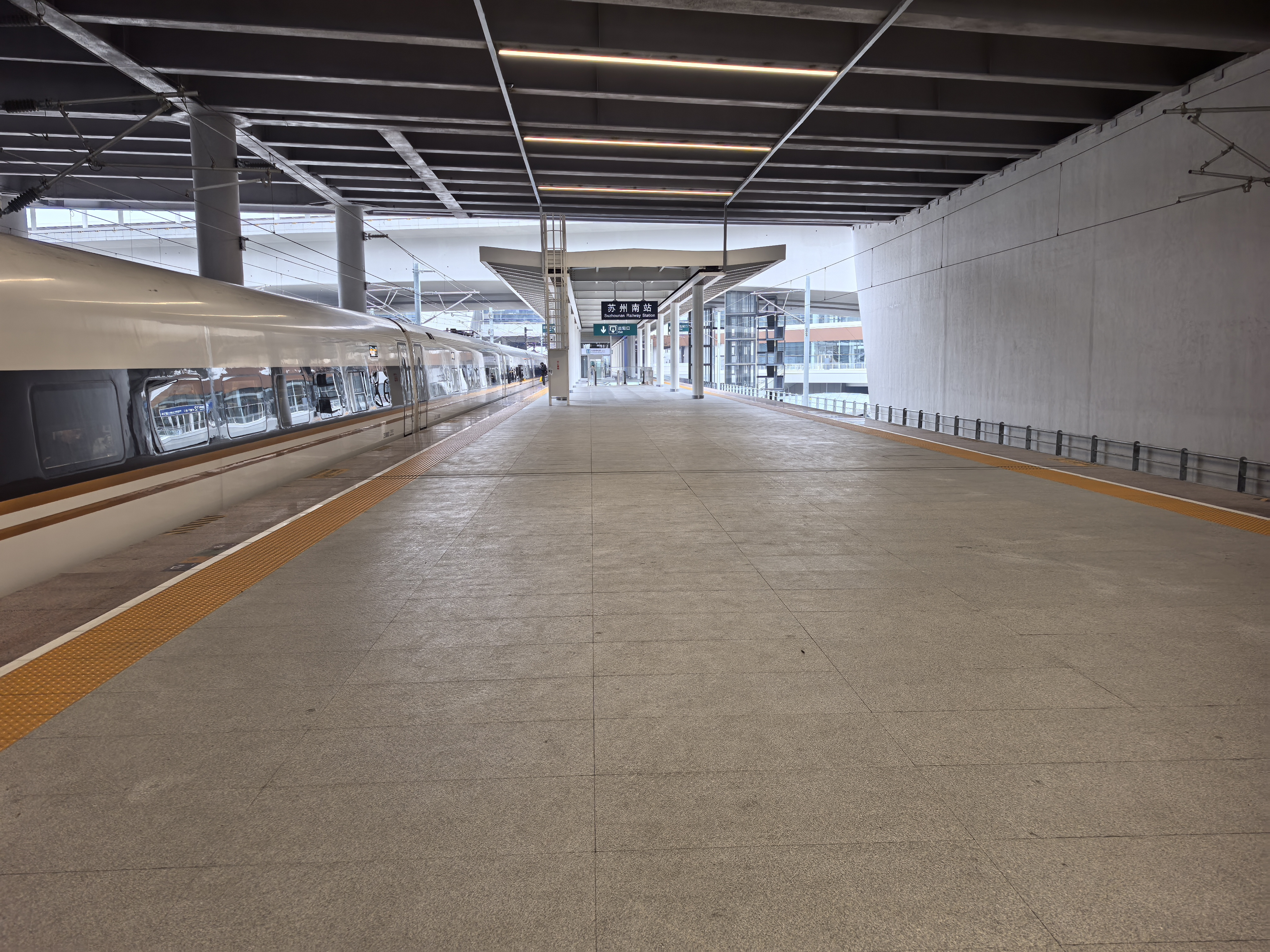
3号和4号站台（往湖州）

## 运营状况
2025年首季调图，上海进港的G99/100次列车上海至杭州区间段改经沪苏湖高铁和合杭高速铁路，并双向停靠本站，苏州成为江苏省首个有进港直达列车的城市。截至2025年4月运行图，苏州南站每天共办理66.5对图定旅客列车业务。

## 接驳交通

### 公交线路
| 高铁苏州南站             | 高铁苏州南站            | 高铁苏州南站 | 高铁苏州南站     | 高铁苏州南站                                       |
| 编号                     | 路线                    | 路线         | 路线             | 备注                                               |
| ------------------------ | ----------------------- | ------------ | ---------------- | -------------------------------------------------- |
| 727                      | 盛泽广场                | ⇆            | 高铁苏州南站     | 大站快线                                           |
| 754                      | 高铁苏州南站            | ⇆            | 苏州大学未来校区 |                                                    |
| 756                      | 同里公交首末站          | ⇆            | 高铁苏州南站     | 原 吴江261                                         |
| 793                      | 满江红                  | ⇆            | 高铁苏州南站     | 原 汾湖303                                         |
| 795                      | 高铁苏州南站            | ⇆            | 汾湖公交首末站南 | 原 汾湖305                                         |
| 797                      | 格林华城西              | ⇆            | 高铁苏州南站     |                                                    |
| 高铁苏州南站凯旋广场专线 | 凯旋广场公交首末站      | ⇆            | 高铁苏州南站     | 大站快线，原凯旋广场综合交通枢纽至苏州南站便民快巴 |
| 高铁苏州南站同里轨交专线 | 4号线同里站（同津大道） | ⇆            | 高铁苏州南站     | 大站快线                                           |

## 外部连接
- 维基共享资源上的相關多媒體資源：苏州南站